# 川崎洋
川崎 洋（かわさき ひろし、1930年1月26日 - 2004年10月21日）は、日本の詩人、放送作家。東京都出身。
茨木のり子と「櫂」を創刊。明るい存在感溢れる詩風で、戦後詩に新鮮な叙情詩の世界を開いた。作品に詩集『はくちょう』（1955年）、『食物小屋』（1980年）、放送詩劇『魚と走る時』（1956年）など。

## 人物
名前の洋は、『詩経』の「河川洋々」から取って、母方の祖父が名付けた。1944年福岡県八女郡に疎開。福岡県立八女中学校（現:福岡県立八女高等学校）卒業、父が急死した1951年に西南学院専門学校英文科（現:西南学院大学）中退。上京後は横須賀の米軍キャンプなどに勤務した。
1948年頃より詩作を始め、1953年5月茨木のり子と詩誌「櫂」を創刊。谷川俊太郎、大岡信らを同人に加え、活発な詩作を展開した。1955年詩集『はくちよう』を刊行。1957年から文筆生活に入る。
1971年には文化放送のラジオドラマ「ジャンボ・アフリカ」の脚本で、放送作家として初めて芸術選奨文部大臣賞を受けた。1987年には詩集「ビスケットの空カン」で第17回高見順賞を、1998年には第36回藤村記念歴程賞を受賞した。
日本語の美しさを表現することをライフワークとし、全国各地の方言採集にも力を注いだ。また1982年からは読売新聞紙上で「こどもの詩」の選者を務め、寄せられた詩にユーモラスであたたかな選評を加え人気を博した。主要著書は下を参照。主なラジオ脚本に「魚と走る時」「ジャンボ・アフリカ」「人力飛行機から蚊帳の中まで」などがある。
作曲された詩は数多い。歌の作詞経験も豊富で、NHK全国学校音楽コンクールでは4回作詞を担当した（「きみは鳥・きみは花」「家族」「海の不思議」「風になりたい」）。

## 受賞歴
- 芸術選奨文部大臣賞(放送部門・第21回)〔1970年〕「ジャンボ・アフリカ」(脚本)
- 紫綬褒章〔1997年〕
- 文化庁芸術祭奨励賞〔1957年・1966年〕「魚と走る時」ほか
- 旺文社児童文学賞(第2回)〔1979年〕「ぼうしをかぶったオニの子」
- 無限賞(第8回)〔1980年〕「食物小屋」
- 高見順賞(第17回)〔1986年〕「ビスケットの空カン」
- 藤村記念歴程賞(第36回)〔1998年〕
- 神奈川文化賞〔2000年〕

## 主な著作

### 詩集
川崎本人は、自作の詩をテーマごとに分類すると、海に関するものが一番多いと語っている。
- はくちよう（ユリイカ、1955年）
- 木の考え方（国文社、1964年）
- 川崎洋詩集（国文社、1968年）
- 祝婚歌（山梨シルクセンター出版部、1971年）
- まだ書けずにいるメルヘンの題（サンリオ出版、1976年）
- 象（思潮社、1976年）
- 海を思わないとき（思潮社、1978年）
- 食物小屋（思潮社、1980年）
- 縄文杉之記（書肆山田、1980年）
- 重いつばさ（花曜社、1981年）
- しかられた神さま（理論社、1981年）
- 目覚める寸前（書肆山田、1982年）
- 魚名小詩集（花神社、1984年）
- ビスケットの空カン（花神社、1985年）
- トカゲの話（思潮社、1989年）
- 魂病み（花神社、1992年）
- EMクラブ物語（思潮社、1992年）
- ゴイサギが来た（花神社、1995年）
- どうぶつぶつぶつ（岩崎書店、1995年）
- 不意の吊橋（思潮社、1997年）
- ほほえみにはほほえみ（童話屋、1998年）
- 言葉遊びうた（思潮社、2000年）
- 埴輪たち（思潮社、2004年）

### 楽曲
- コメットさん（作曲：中村八大、歌：九重佑三子、1967年）
- 重いつばさ（作曲・歌：岸田智史、1980年）
- ひとすじの流れ（作曲・歌：さとう宗幸、1981年）

### 詩劇・脚本集
- 魚と走る時（ユリイカ、1958年）
- 川崎洋ラジオドラマ脚本選集（花神社、1988年）

### 絵本
- もうおそい愛の話（エルム、1976年）
- ぼうしをかぶったオニの子（あかね書房、1979年）
- ふたごぞうニニとトト（婦人之友社、1981年）
- おじいさんのえ（小学館、1983年）
- トシオの舟（偕成社、1986年）
- ぞうだぞう（鈴木出版、1989年）
- いしだけどなげられない（雄鶏社、1991年）
- あいさつの本（偕成社、1992年）
- ねずみのすもう（フレーベル館、1993年）
- おふろのうみ（鈴木出版、1998年）
- どんどんちっちどんちっち（学習研究社、2000年）
- それからのおにがしま（岩崎書店、2004年）

### 随筆・評論・アンソロジーなど
- あとが記（思潮社、1973年）
- 詩の生まれるとき（日本放送出版協会、1974年）
- 母の国・父の国のことば（日本放送出版協会、1976年）
- 方言の息づかい（草思社、1978年）
- ごてる・いぎる・びびる（花曜社、1980年）
- 方言再考（草思社、1981年）
- ことばの力（岩波書店、1981年）
- 流行語（毎日新聞社、1981年）
- 言葉あそびたがり（新潮社、1982年）
- 心に届く話し方（筑摩書房、1983年）
- 日本縦断「ふるさと語」情報館（大和出版、1983年）
- 悪態採録控（思潮社、1984年）
- ギャル語分け知り情報館（講談社、1985年）
- 子どもの詩（花神社、1986年）
- サイパンと呼ばれた男（新潮社、1988年）
- すてきな詩をどうぞ（筑摩書房、1989年）
- 方言の原っぱ（草土文化、1990年）
- ひととき詩をどうぞ（筑摩書房、1990年）
- 子どもの詩 1985-1990（花神社、1990年）
- こころに詩をどうぞ（筑摩書房、1992年）
- わたしは軍国少年だった（新潮社、1992年）
- 教科書の詩をよみかえす（筑摩書房、1993年）
- 日本の遊び歌（新潮社、1994年）
- 日本語探検（読売新聞社、1995年）
- 子どもの詩 1990-1994（花神社、1995年）
- ママに会いたくて生まれてきた（読売新聞社、1996年）
- かがやく日本語の悪態（草思社、1997年）
- 大人のための教科書の歌（いそっぷ社、1998年）
- あなたの世界が広がる詩（小学館、1998年）
- 嘘ばっかり（いそっぷ社、1999年）
- 方言なぞなぞあそび（草土文化、2000年）
- こどもの詩（文藝春秋、2000年）
- 方言の息づかい（草思社、2000年）
- あたまわるいけど学校がすき（中央公論新社、2002年）
- 感じる日本語（思潮社、2002年）
- 交わす言の葉（沖積舎、2002年）
- 旅ゆけば（書肆山田、2002年）
- おひさまのかけら（中央公論新社、2003年）
- 心にしみる教科書の歌（いそっぷ社、2003年）
- 魚の名前（いそっぷ社、2004年）